# Токуяма, Масамори
Масамори Токуяма (яп. 徳山 昌守), также известный как Хон Чхан Су (кор. 홍창수; род. 17 сентября 1974, Токио) — японский боксёр, представитель наилегчайших весовых категорий. Выступал на профессиональном уровне в период 1994—2006 годов, владел титулом чемпиона мира по версии Всемирного боксёрского совета (WBC).

## Биография
Масамори Токуяма родился 17 сентября 1974 года в Токио, Япония. Представитель третьего поколения мигрантов из Кореи.
Дебютировал в боксе на профессиональном уровне в сентябре 1994 года, отправив своего соперника в нокаут в первом же раунде.
В 1997 году дважды пытался заполучить титул чемпиона Японии в зачёте наилегчайшей весовой категории, но оба раза потерпел неудачу.
В сентябре 1999 года завоевал вакантный титул чемпиона Восточной и тихоокеанской боксёрской федерации (OPBF) во втором наилегчайшем весе, впоследствии защитил его два раза.
Благодаря череде удачных выступлений в 2000 году Токуяма удостоился права оспорить титул чемпиона мира во втором наилегчайшем весе по версии Всемирного боксёрского совета (WBC), который на тот момент принадлежал непобеждённому представителю Южной Кореи Чо Ин Джу (18-0). Противостояние между ними продлилось все отведённые 12 раундов, в итоге судьи единогласным решением отдали победу Токуяме. В этом бою, помимо всего прочего, он получил статус линейного чемпиона мира во втором наилегчайшем весе.
Полученный чемпионский пояс Масамори Токуяма сумел защитить восемь раз, выиграв у многих сильнейших представителей своего дивизиона, в частности снова одолел Чо Ин Джу, дважды взял верх над филиппинцем Джерри Пеньялосой, победил россиянина Дмитрия Кириллова. Лишился титула в рамках девятой защиты в июне 2004 года, проиграв техническим нокаутом в первом раунде японцу Кацусигэ Кавасиме (25-3).
В июле 2005 года между Токуямой и Кавасимой состоялся матч-реванш, на сей раз Токуяма добился победы единогласным судейским решением и вернул себе чемпионское звание.
Последний раз боксировал на профессиональном уровне в феврале 2006 года, защитив титул чемпиона мира WBC в поединке с американцем Хосе Наварро (23-1). Вскоре после этого поединка Токуяма оставил титул вакантным, сообщив о желании покинуть бокс в связи с отсутствием мотивации. В общей сложности он провёл на профи-ринге 36 боёв, из них 32 выиграл (в том числе 8 досрочно), 3 проиграл, тогда как в одном случае была зафиксирована ничья.
Позже он всё-таки планировал вернуться на ринг ради боя с Ходзуми Хасэгавой, чемпионом WBC в легчайшем весе, но тот отказался от этого боя, и таким образом в марте 2007 года Токуяма объявил об окончательном завершении карьеры боксёра.
Будучи этническим корейцем, Токуяма всегда подчёркивал своё происхождение, часто использовал корейское имя Хон Чхан Су и выступал в трусах с лозунгом «Единая Корея». В связи с этим был очень популярен среди корейской диаспоры в Японии, но также часто подвергался критике за использование спорта в качестве политической трибуны. Симпатизируя КНДР, Токуяма выходил на ринг с флагом этой страны под соответствующий гимн. После завоевания титула в 2001 году он посетил КНДР и встретился с Ким Чен Иром, поблагодарив его за поддержку. Токуяму иногда называют первым представителем Северной Кореи, сумевшим стать чемпионом мира по боксу среди профессионалов. Из-за связей с КНДР ему был запрещён въезд в Южную Корею и США, что определённым образом сказалось на его карьере. Впоследствии он всё же поступил в южнокорейский Университет Ёнсе, а в феврале 2007 года получил гражданство Южной Кореи.